# Gare de La Norville - Saint-Germain-lès-Arpajon
Gare de La Norville - Saint-Germain-lès-Arpajon vasútállomás és RER állomás Franciaországban, La Norville településen.

## Vasútvonalak
Az állomást az alábbi vasútvonalak érintik:
- Párizs-Tours-vasútvonal

## Kapcsolódó állomások
A vasútállomáshoz az alábbi állomások vannak a legközelebb:
- Gare d’Arpajon (Gare de Dourdan - La Forêt, RER C)
- Gare de Brétigny (Gare de Saint-Quentin-en-Yvelines - Montigny-le-Bretonneux, RER C)

## Lásd még
- Franciaország vasútállomásainak listája
- A RER állomásainak listája